# فهرست نمایندگان دوره هشتم مجلس شورای اسلامی
نمایندگان دور هشتم مجلس شورای اسلامی که انتخابات آن در ۲۴ اسفند ۱۳۸۶ برگزار و اولین جلسه آن در ۷ خرداد ۱۳۸۷ به تعداد ۳۳۳ نفر بودند که اسامی آنها به ترتیب زیر می‌باشد:

## آ، ا، ب، پ، ت، ث
آ
- فاطمهٔ آجورلو - استان تهران/البرز (کرج)
- جواد آرین منش - استان خراسان رضوی (مشهد / کلات)
- رضا آشتیانی عراقی - استان قم (قم)
- محمد آشوری تازیانی - استان هرمزگان (ابوموسی / بندرعباس / حاجی‌آباد / قشم)
- سید احمد آوایی - استان خوزستان (دزفول)
- مرتضی آقاتهرانی - استان تهران (اسلامشهر / تهران / ری /شمیرانات)
- سید علی آقازاده دافساری - استان گیلان (رشت)
- علی اکبر آقایی مغانجویی - استان آذربایجان غربی (سلماس)
- فاطمه آلیا - استان تهران (اسلامشهر / تهران / ری /شمیرانات)

ا
- حسین ابراهیمی - استان خراسان جنوبی (بیرجند / درمیان)
- سید محمدجواد ابطحی -استان اصفهان (خمینی شهر)
- سید محمدحسن ابوترابی فرد - استان قزوین (آبیک / البرز / قزوین)
- محمود احمدی بیغش - استان مرکزی (شازند)
- اسفندیار اختیاری - (اقلیت‌های دینی / زرتشتیان)
- بهمن اخوان - استان مرکزی (آشتیان / تفرش)
- نیره اخوان بیطرف -استان اصفهان (اصفهان)
- سید علی ادیانی‌راد - استان مازندران (جویبار / سوادکوه / قائمشهر)
- علی اردشیر لاریجانی - استان قم (قم)
- غلامرضا اسداللهی - استان خراسان رضوی (تایباد / تربت جام)
- یونس اسدی - استان اردبیل (مشگین‌شهر)
- حسین اسلامی - استان مرکزی (زرندیه / ساوه)
- علی اسلامی پناه - استان کرمان (جیرفت)
- غفار اسماعیلی - استان آذربایجان شرقی (هشترود / چاراویماق)
- ولی اسماعیلی - استان اردبیل (گرمی)
- ضیاءالله اعزازی ملکی - استان آذربایجان شرقی (بناب)
- لاله افتخاری - استان تهران (اسلامشهر / تهران / ری /شمیرانات)
- محمدمهدی افشاری - استان فارس (داراب / زرین‌دشت)
- علی اکبر اولیاء - استان یزد (صدوق / یزد)
- زهره الهیان - استان تهران (اسلامشهر / تهران / ری /شمیرانات)
- جمشید انصاری - استان زنجان (زنجان / طارم)
- حسین امیری خامکانی - استان کرمان (زرند)
- محمدرضا امیری کهنوج - استان کرمان (قلعه گنج / منوجان / کهنوج)
- جهانبخش امینی - استان کرمانشاه (کرمانشاه)
- شکور اکبرنژاد - استان آذربایجان شرقی (آذر شهر / اسکو / تبریز)
- عزت‌الله اکبری تالارپشتی - استان مازندران (جویبار / سوادکوه / قائمشهر)
- عزیز اکبریان - استان تهران (کرج)
- سید رضا اکرمی - استان تهران (اسلامشهر / تهران / ری /شمیرانات)

ب
- محمدرضا باهنر - استان تهران (تهران)
- عبدالمحمد بابا احمدی میلانی (میان دوره‌ای)، چهار محال و بختیاری (لردگان)
- اسدالله بادامچیان - استان تهران (اسلامشهر / تهران / ری /شمیرانات)
- محمدرضا باهنر - استان تهران (اسلامشهر / تهران / ری /شمیرانات)
- یوناتن بت کلیا - (اقلیت‌های دینی / مسیحیان آشوری / کلدانی)
- محمدتقی بختیاری - استان کرمان (بافت)
- علاءالدین بروجردی - استان لرستان (بروجرد)
- علی بروغنی - استان خراسان رضوی (سبزوار)
- سیروس برنابلداجی - استان چهار محال بختیاری (بروجن)
- سید علی‌محمد بزرگواری - استان کهگیلویه و بویراحمد (بهمئی / کهگیلویه / کهگیلویه)
- فرهاد بشیری - استان تهران (پاکدشت)
- علی بنایی - استان قم (قم)
- روبرت بگلریان - اقلیت‌های دینی (مسیحیان ارامنه جنوب کشور)

پ
- ایوب پاپری مقدم‌فرد (میان دوره‌ای)، بوشهر (دشتستان)
- محمدعلی پرتوی - استان آذربایجان غربی (سردشت / پیرانشهر)
- مسعود پزشکیان - استان آذربایجان شرقی (آذر شهر / اسکو / تبریز)
- حمیدرضا پشنگ - استان سیستان و بلوچستان (خاش / نصرت آباد / میرجاوه)
- سید محمدمهدی پورفاطمی - استان بوشهر (دشتی و تنگستان)
- شاپور پولادی - استان ایلام (ایوان / ایلام / شیروان و چرداول / مهران)

ت
- محمدرضا تابش - استان یزد (اردکان)
- حسن تأمینی لیچائی - استان گیلان (رشت)
- فرهاد تجری - استان کرمانشاه (سرپل ذهاب / قصر شیرین / گیلانغرب)
- عبدالرضا ترابی - استان سمنان (گرمسار)
- نصراله ترابی قهفرحی - استان چهار محال بختیاری (شهرکرد)
- احمد توکلی - استان تهران (اسلامشهر / تهران / ری /شمیرانات)

ث
- موسی‌الرضا ثروتی - استان خراسان شمالی (بجنورد / جاجرم)

## ج، چ، ح، خ
ج
- روح‌الله جانی عباسپور - استان قزوین (آوج / بوئین زهرا)
- احمد جباری - استان هرمزگان (بستک / بندرلنگه)
- یعقوب جدگال - استان سیستان و بلوچستان (چابهار / نیکشهر)
- سلیمان جعفرزاده - استان آذربایجان غربی (ماکو / چالدران)
- بهروز جعفری -استان اصفهان (سمیرم)
- عیسی جعفری - استان همدان (بهار / کبودرآهنگ)
- شبیب جویجری - استان خوزستان (اهواز)
- کاظم جلالی - استان سمنان (شاهرود)
- عسکر جلالیان - استان بوشهر (جم / کنگان / دیر)
- جواد جهانگیرزاده - استان آذربایجان غربی (ارومیه)
- عبدالعزیز جمشید زهی - استان سیستان و بلوچستان (سراوان)
- سید حسین موسوی - استان خوزستان (جوکنک)

چ
ح
- سید محمدرضا حاجی اصغری - استان آذربایجان شرقی (میانه)
- حمیدرضا حاجی بابایی - استان همدان (همدان)
- سید محمدکاظم حجازی - استان همدان (همدان)
- غلامعلی حداد عادل - استان تهران (اسلامشهر / تهران / ری /شمیرانات)
- شهباز حسن‌پور بیگلری - استان کرمان (بردسیر / سیرجان)
- فریدون حسنوند - استان خوزستان (اندیمشک)
- علی‌اصغر حسنی - استان فارس (گراش / خنج / لارستان)
- حسین حسنی بافرانی -استان اصفهان (نائین)
- محمدرضا حسین‌نژاد دوین - استان خراسان شمالی (شیروان)
- سید حسین حسینی - استان خراسان رضوی (سرخس)
- سید شریف حسینی - استان خوزستان (اهواز)
- سید علی حسینی - استان خراسان رضوی (نیشابور)
- سید عماد حسینی - استان کردستان (قروه)
- سید فتح‌الله حسینی - استان کرمانشاه (ثلاث باباجانی / جوانرود / پاوه)
- سید نجیب حسینی - استان گلستان (مینودشت)
- سید محمود حسینی دولت‌آبادی -استان اصفهان (برخوار / شاهین شهر / میمه)
- موید حسینی صدر - استان آذربایجان غربی (خوی)
- سید قدرت‌الله حسینی‌پور - استان کهگیلویه و بویراحمد (گچساران)
- روح‌الله حسینیان - استان تهران (اسلامشهر / تهران / ری /شمیرانات)
- خلیل حیات مقدم - استان خوزستان (امیدیه / بندرماهشهر / هندیجان)
- محمدعلی حیاتی - استان فارس (لامرد / مهر)
- عوض حیدرپور شهرضایی -استان اصفهان (شهرضا)
- فخرالدین حیدری - استان کردستان (بانه / سقز)
- نورالله حیدری دستنائی - استان چهار محال بختیاری (اردل/ فارسان / کوهرنگ)
- محمدحسین حیدریان - استان کرمانشاه (سنقرکلیایی)

خ
- بشیر خالقی - استان اردبیل (خلخال / کوثر)
- محمدرضا خباز - استان خراسان رضوی (کاشمر / کوهسرخ  / بردسکن / خلیل آباد)
- سلمان خدادادی - استان آذربایجان شرقی (ملکان)
- حسن خسته‌بند - استان گیلان (بندر انزلی)
- احد خیری - استان آذربایجان شرقی (بستان آباد)

## د، ذ، ر، ز، ژ
د
- سید احمدرضا دستغیب (زاده ۱۳۴۳) - استان فارس (شیراز)
- سید احمدرضا دستغیب (زاده ۱۳۵۵) - استان فارس (شیراز)
- محمدحسن دوگانی آغچغلو - استان فارس (فسا)
- محمدعلی دلاور - استان خراسان رضوی (درگز)
- سید کاظم دلخوش اباتری - استان گیلان (صومعه سرا)
- فرهاد دلق‌پوش - استان گیلان (آستارا)
- سید حسین دهدشتی - استان خوزستان (آبادان)
- غلامرضا دهقان ناصرآبادی - استان فارس (کازرون)
- عزت‌الله دهقانی - استان لرستان (ازنا / دورود)
- علیرضا دهقانی - استان خوزستان (ایذه / باغملک)
- محمدقیوم دهقانی - استان سیستان و بلوچستان (ایرانشهر / بنت / سرباز / لاشار)
- محمد دهقانی نقندر - استان خراسان رضوی (طرقبه / چناران)

ذ
- سید سلمان ذاکر - استان آذربایجان غربی (ارومیه)
- سید حسین ذوالانور - استان فارس (شیراز)
- سید مصطفی ذوالقدر - استان هرمزگان (ابوموسی / بندرعباس / حاجی‌آباد / قشم)

ر
- شاهرخ رامین - استان تهران (دماوند / فیروزکوه)
- عباس رجایی - استان مرکزی (اراک / کمیجان)
- ابوالقاسم رحمانی - استان فارس (اقلید)
- حجت‌الله رحمانی - استان لرستان (الیگودرز)
- رضا رحمانی - استان آذربایجان شرقی (آذر شهر / اسکو / تبریز)
- امین‌حسین رحیمی - استان همدان (ملایر)
- رضا رحیمی‌نسب - استان لرستان (خرم‌آباد)
- حمید رسایی - استان تهران (اسلامشهر / تهران / ری /شمیرانات)
- عبدالله رستگار - استان گلستان (گنبد کاووس)
- مصطفی رضاحسینی قطب‌آبادی - استان کرمان (شهر بابک)
- محمدعلی رضایی - استان خراسان رضوی (تربت حیدریه)
- امیدوار رضایی - استان خوزستان (لالی / هفتگل / مسجد سلیمان)
- محمدرضا رضایی کوچی - استان فارس (جهرم)
- اکبر رنجبرزاده - استان همدان (اسدآباد)
- فاطمه رهبر - استان تهران (اسلامشهر / تهران / ری /شمیرانات)
- محمدتقی رهبر -استان اصفهان (اصفهان)

ز
- علی‌اصغر زارعی - استان تهران (اسلامشهر / تهران / ری /شمیرانات)
- علیرضا زاکانی - استان تهران (اسلامشهر / تهران / ری /شمیرانات)
- علی زنجانی حسنلویی - استان آذربایجان غربی (اشنویه / نقده)
- سید جواد زمانی - استان کرمانشاه (دینور / صحنه / هرسین / کنگاور)
- سیدسعید زمانیان دهکردی - استان چهارمحال و بختیاری (بِن / سامان / شهرکرد)

## س، ش، ص، ض
س
- سید محمد سادات ابراهیمی - استان خوزستان (شوشتر / گتوند)
- سیروس سازدار - استان آذربایجان شرقی (جلفا / مرند)
- سید جاسم ساعدی - استان خوزستان (شوش)
- حسین سبحانی‌نیا - استان خراسان رضوی (نیشابور)
- محمدرضا سجادیان - استان خراسان رضوی (خواف / رشتخوار)
- پرویز سروری - استان تهران (اسلامشهر / تهران / ری /شمیرانات)
- حمید سعادت -استان اصفهان (تیران و کرون / نجف آباد)
- وکیل سپه اجیرلو - استان اردبیل (بیله سوار / پارس‌آباد)
- هاشم سواری - استان خوزستان (دشت آزادگان)
- ناصر سودانی - استان خوزستان (اهواز)
- محمد سقایی - استان فارس (استهبان / نی‌ریز)
- علیرضا سلیمی - استان مرکزی (دلیجان / محلات)
- مهدی سنایی - استان همدان (نهاوند)
- سعید بهوندی کیا - استان خوزستان (جوکنک)

ش
- علی شاهرخی قبادی - استان لرستان (کوهدشت)
- حسن شبانپور - استان فارس (ارسنجان / پاسارگاد / مرودشت)
- سید رمضان شجاعی کیاسری - استان مازندران (ساری)
- عفت شریعتی کوه بنانی - استان خراسان رضوی (مشهد / کلات)
- امین شعبانی - استان کردستان (دیواندره / سنندج / کامیاران)
- محمدرضا شعبانی - استان کرمانشاه (کرمانشاه)
- هادی شوشتری - استان خراسان رضوی (قوچان)
- محمدکریم شهرزاد -استان اصفهان (اصفهان)
- حسینعلی شهریاری - استان سیستان و بلوچستان (زاهدان)
- محمدمهدی شهریاری - استان خراسان شمالی (بجنورد / جاجرم)

ص
- محمدرضا صابری - استان خراسان جنوبی (سربیشه / نهبندان)
- سید مهدی صادق - استان گیلان (آستانه اشرفیه)
- جواد صبور آقچه کندی - استان اردبیل (اردبیل / نمین / نیر)
- سید شهاب‌الدین صدر - استان تهران (اسلامشهر / تهران / ری /شمیرانات)
- طیبه صفایی - استان تهران (اسلامشهر / تهران / ری /شمیرانات)

ض
- محمد ضابطی طرقی -استان اصفهان / قمصر / نطنز / )

## ط، ظ، ع، غ، ف، ق
ط
- امیر طاهرخانی - استان قزوین (تاکستان)
- شهریار طاهرپور - استان همدان (تویسرکان)
- سید علی طاهری - استان گلستان (آق قلا / گرگان)
- سید مصطفی طباطبایی‌نژاد -استان اصفهان (اردستان)

ظ
ع
- محمدکریم عابدی - استان خراسان جنوبی (فردوس / طبس / سرایان)
- علی عباسپور تهرانی فرد - استان تهران (اسلامشهر / تهران / ری /شمیرانات)
- اسدالله عباسی - استان گیلان (املش / رودسر)
- رضا عبداللهی - استان زنجان (انگوران / ایجرود / ماهنشان)
- محمدقسیم عثمانی - استان آذربایجان غربی (بوکان)
- علی عزتی - استان ایلام (آبدانان / دره شهر / دهلران)
- قدرت‌الله علیخانی - استان قزوین (آبیک / البرز / قزوین)
- رضا علیزاده (میان دوره‌ای)، استان آذربایجان شرقی (ورزقان)
- مهدی عیسی‌زاده (میان دوره‌ای)، استان آذربایجان غربی (تکاب / شاهین‌دژ / میاندوآب)

غ
- موسی غضنفرآبادی - استان کرمان (بم)
- حسن غفوری فرد - استان تهران (اسلامشهر / تهران / ری /شمیرانات)

ف
- محمدرضا فاکر - استان خراسان رضوی (مشهد / کلات)
- ارسلان فتحی‌پور - استان آذربایجان شرقی (هوراند / کلیبر)
- حسین فدایی آشتیانی - استان تهران (اسلامشهر / تهران / ری /شمیرانات)
- محمدامین فرج‌زاده - استان هرمزگان (ابوموسی / بندرعباس / حاجی‌آباد / قشم)
- پیمان فروزش - استان سیستان و بلوچستان (زاهدان)
- محمدحسین فرهنگی - استان آذربایجان شرقی (آذر شهر / اسکو / تبریز)
- کاظم فرهمند - استان یزد (ابرکوه / بافق / خاتم / مهریز)
- حمیدرضا فولادگر -استان اصفهان (اصفهان)
- حشمت‌الله فلاحت پیشه - استان کرمانشاه (اسلام‌آباد غرب / دالاهو)

ق
- جعفر قادری - استان فارس (شیراز)
- یوسف قاسمی گولک - استان گیلان (سیاهکل / لاهیجان)
- سید امیرحسین قاضی‌زاده هاشمی - استان خراسان رضوی (مشهد / کلات)
- نادر قاضی‌پور - استان آذربایجان غربی (ارومیه)
- موسی قربانی - استان خراسان جنوبی (قائنات)
- اسدالله قره‌خانی الوستانی - استان گلستان (علی‌آباد کتول)
- هادی قوامی - استان خراسان شمالی (اسفراین)
- داریوش قنبری - استان ایلام (ایوان / ایلام / شیروان و چرداول / مهران)

## ک، گ، ل، م
ک
- علی‌اکبر کائیدی - استان لرستان (پلدختر / ملاوی)
- حمیدرضا کاتوزیان - استان تهران (اسلامشهر / تهران / ری /شمیرانات)
- حسن کامران دستجردی -استان اصفهان (اصفهان)
- عبدالجبار کرمی - استان کردستان (دیواندره / سنندج / کامیاران)
- غلامرضا کرمی - استان کرمان (راور / کرمان)
- محمد کرمی‌راد - استان کرمانشاه (کرمانشاه)
- محمدعلی کریمی - استان کرمان (راور)
- علی کریمی فیروزجایی - استان مازندران (بابل)
- جواد کریمی قدوسی - استان خراسان رضوی (مشهد / کلات)
- عبدالله کعبی - استان خوزستان (آبادان)
- مصطفی کواکبیان - استان سمنان (سمنان)
- اسماعیل کوثری - استان تهران (اسلامشهر / تهران / ری /شمیرانات)
- محسن کوهکن ریزی -استان اصفهان (لنجان)
- نصرالله کوهی باغ اناری - استان فارس (سروستان / کربال / کوار)
- مهدی کوچک‌زاده - استان تهران (اسلامشهر / تهران / ری /شمیرانات)
- جبار کوچکی‌نژاد ارم ساداتی - استان گیلان (رشت)
- نصرالله کمالیان (میان دوره‌ای)، استان خراسان رضوی (فاروج / قوچان)
- احمدعلی کیخا - استان سیستان و بلوچستان (زابل / زهک)

گ
- اصغر گرانمایه‌پور - استان اصفهان (آران و بیدگل / کاشان)
- حسین گروسی - استان تهران (شهریار / شهرقدس / ملارد)

ل
- سید احمد لطفی آشتیانی - استان مرکزی (اراک / کمیجان)
- علی لاریجانی - استان قم (قم)

م
- جهانبخش محبی‌نیا - استان آذربایجان غربی (شاهین‌دژ / میاندوآب)
- علیرضا محجوب - استان تهران (اسلامشهر / تهران / ری /شمیرانات)
- انوشیروان محسنی بندپی - استان مازندران (نوشهر / چالوس)
- محمدرضا محسنی ثانی - استان خراسان رضوی (سبزوار)
- داوود محمدجانی - استان فارس (آباده / بوانات / خرمبید)
- اقبال محمدی - استان کردستان (سروآباد / مریوان)
- بهمن محمدی -استان اصفهان (فریدون‌شهر / فریدن / چادگان)
- قاسم محمدی - استان اردبیل (اردبیل / نمین / نیر)
- محمد محمدی - استان لرستان (دلفان / سلسله)
- بهمن محمدیاری - استان گیلان (تالش / رضوانشهر / ماسال)
- جلال محمودزاده - استان آذربایجان غربی (مهاباد)
- بهمن مرادنیا - استان کردستان (بیجار)
- عبدالرضا مرادی - استان فارس (ممسنی)
- صمد مرعشی - استان گیلان (رودبار)
- سید علیرضا مرندی - استان تهران (اسلامشهر / تهران / ری /شمیرانات)
- سیامک مره صدق - اقلیت‌های دینی (کلیمیان)
- غلامحسین مسعودی ریحان - استان آذربایجان شرقی (اهر / هریس)
- غلامرضا مصباحی مقدم - استان تهران (اسلامشهر / تهران / ری /شمیرانات)
- مصطفی مطورزاده - استان خوزستان (خرمشهر)
- علی مطهری - استان تهران (اسلامشهر / تهران / ری /شمیرانات)
- علی مطهری - استان آذربایجان شرقی (شبستر)
- محمدمهدی مفتح - استان همدان (رزن)
- سید حاجی محمد موحد - استان خوزستان (بهبهان)
- سید فاضل موسوی - استان زنجان (خدابنده)
- سید کاظم موسوی - استان اردبیل (اردبیل / نمین / نیر)
- سید ناصر موسوی لارگانی -استان اصفهان (فلاورجان)
- سید علی موسوی جرف - استان خوزستان (آبادان)
- سید یونس موسوی سرچشمه - استان فارس (فراشبند / فیروزآباد / قیر و کارزین)
- سید ناصر موسوی -استان خوزستان (رامهرمز / رامشیر)
- سید علی‌محمد موسوی مبارکه -استان اصفهان (مبارکه)
- هادی مقدسی - استان لرستان (بروجرد)
- احمدعلی مقیمی - استان مازندران (بهشهر / نکا / گلوگاه)
- محمدحسین مقیمی - استان مرکزی (خمین)
- حسن ملک‌محمدی - استان سمنان (دامغان)
- محمدرضا ملکشاهی‌راد - استان لرستان (خرم‌آباد)
- علیرضا منادی سفیدان - استان آذربایجان شرقی (آذر شهر / اسکو / تبریز)
- مرادعلی منصوری رضی - استان گلستان (آزادشهر / رامیان)
- احمد مهدوی ابهری - استان زنجان (ابهر / خرمدره)
- مهدی مهدی‌زاده - استان خراسان رضوی (گناباد)
- محمدرضا میرتاج‌الدینی - استان آذربایجان شرقی (آذر شهر / اسکو / تبریز)
- سید علی میرخلیلی - استان هرمزگان (جاسک / رودان / میناب)
- محمد میرزایی - استان آذربایجان غربی (میاندوآب)
- علی میرزایی فلاح‌آبادی - استان گیلان (شفت / فومن)
- غلامعلی میگلی‌نژاد - استان بوشهر (بوشهر)

## ن، و، ه، ی
ن
- الیاس نادران - استان تهران (اسلامشهر / تهران / ری /شمیرانات)
- عبدالحسین ناصری - استان گلستان (آق قلا / گرگان)
- مجید ناصری‌نژاد - استان خوزستان (شادگان)
- احمد ناطق نوری - استان مازندران (نور / محمودآباد)
- حسین نجابت - استان تهران (اسلامشهر / تهران / ری /شمیرانات)
- مقداد نجف‌نژاد - استان مازندران (بابلسر / فریدونکنار)
- یوسف نجفی - استان آذربایجان شرقی (مراغه)
- محسن نریمان - استان مازندران (بابل)
- مجید نصیرپور سردهائی - استان آذربایجان شرقی (سراب)
- سعدالله نصیری قیداری - استان زنجان (زنجان / طارم)
- محمدجواد نظری مهر - استان گلستان (بندر ترکمن / بندر گز / کردکوی)
- بیژن نوباوه وطن - استان تهران (اسلامشهر / تهران / ری /شمیرانات)
- عباسعلی نورا - استان سیستان و بلوچستان (زابل / زهک)
- حسن نوروزی - استان تهران (رباط کریم)
- سید حسین نقوی حسینی - استان تهران (ورامین)
- محمدابراهیم نکونام -استان اصفهان (خوانسار / گلپایگان)
- محمدحسین نژادفلاح - استان تهران (ساوجبلاغ / طالقان)
- ابوالفتح نیکنام - استان مازندران (تنکابن / رامسر)

و
- گیروک وارطان - (اقلیت‌های دینی / مسیحیان ارامنه شمال کشور)
- حسن ونایی - استان همدان (ملایر)

ه
- سید حسین هاشمی - استان آذربایجان شرقی (میانه)
- سید عنایت‌الله هاشمی - استان فارس (سپیدان)
- حسین هاشمیان - استان کرمان (رفسنجان)
- ستار هدایت‌خواه - استان کهگیلویه و بویراحمد (بویر احمد / دنا)

ی
- مهرداد بائوج لاهوتی - استان گیلان (لنگرود)
- سید جلال یحیی‌زاده فیروزآباد - استان یزد (تفت / میبد)
- علی‌اصغر یوسفی‌نژاد - استان مازندران (ساری)
- عزت‌الله یوسفیان ملا - استان مازندران (آمل / لاریجان)